# Vuelo 612 de Pulkovo Aviation Enterprise
El vuelo 612 de Pulkovo Aviation Enterprise era un vuelo de nacional de pasajeros ruso programado el 22 de agosto de 2006, operado por la aerolínea Pulkovo Aviation Enterprise con base en San Petersburgo , que volaba desde el aeropuerto de Anapa al aeropuerto de Pulkovo en San Petersburgo . El avión se estrelló en el Óblast de Donetsk en el este de Ucrania, cerca de la frontera con Rusia. Las 170 personas a bordo murieron.
En ese momento, fue el accidente más mortal en la historia moderna de Ucrania y el segundo más mortal contando la República Socialista Soviética de Ucrania, después de la colisión aérea en Dniprodzerzhynsk de 1979. El número de muertos finalmente se superó en 2014 cuando el vuelo 17 de Malaysia Airlines fue derribado a 40 millas (64 km) al este de donde se había estrellado el vuelo 612, también ubicado en el Óblast de Donetsk, matando a las 298 personas a bordo en el derribo de un avión de pasajeros más mortífero en la historia de la aviación.
Fue el desastre aéreo más grave de 2006.

## Aeronave
El vuelo 612 fue realizado por un avión ruso Tupolev Tu-154M (matrícula: RA-85185) operado por Pulkovo Aviation Enterprise. La aeronave no repostó en Anapa y partió a tiempo. "El vuelo de Pulkovo Airlines partió de Anapa según lo programado. Todo el mantenimiento necesario se realizó según lo requerido antes de la salida", dijo Oleg Tolstyh, director general del Aeropuerto Vityazevo de Anapa. La aeronave fue fabricada en 1992 y había estado en servicio durante aproximadamente 25.000 horas de vuelo. Había volado por primera vez en China con Sichuan Airlines como B-2626 hasta que Pulkovo Aviation Enterprise lo adquirió en 2001. Al momento del accidente tenía 14 años y 6 meses.
El capitán del avión, Ivan Ivanovich Korogodin, de 49 años, tenía 12.312 horas de experiencia de vuelo, 5.956 de las cuales eran como piloto de un Tu-154. El primer oficial, Vladimir Vladimirovich Onishchenko, de 59 años, tuvo 11.876 horas de vuelo, incluidas 2.200 horas en el Tu-154. Andrei Nikolaevich Khodnevich, de 23 años, un piloto en formación, también estaba a bordo del avión y tenía solo 189 horas de vuelo, 88 de ellas en el Tu-154. El navegante, Igor Yurievich Levchenko, de 36 años, disponía de 7.848 horas, 5.596 de ellas en el Tu-154. El ingeniero de vuelo, Viktor Petrovich Makarov, de 51 años, tuvo 9.064 horas de vuelo, incluidas 6.701 horas en el Tu-154.

## Accidente
El martes 22 de agosto de 2006, a las 15:39 (hora de Moscú), un avión Tu-154 de Pulkovo Airlines, con sede en San Petersburgo, envió una señal de emergencia y desapareció del contacto del radar. Hubo tormentas eléctricas en las cercanías del vuelo y la aeronave entró en un área de turbulencia severa, durante la cual su ángulo de ataque aumentó a 46 grados y su velocidad de avance cayó a cero. Entró en pérdida profunda de la que la tripulación no pudo recuperarse. Se estrelló a 45 kilómetros (28 millas; 24 millas náuticas) al noroeste de Donetsk, cerca del pueblo de Sukha Balka.
"A una altitud de 11 500 metros (37 000 pies), la aeronave envió tres señales SOS, descendió bruscamente en altitud y envió otro SOS a 3000 metros (9 000 pies)", dijo Anatoli Samoshin, subdirector de operaciones de vuelo de Pulkovo Aviation Enterprise. No hubo otras comunicaciones. El accidente fue presenciado por un agricultor local y una pareja joven que buscaba refugio de la lluvia. Dijeron a los periodistas que vieron la aeronave caer del cielo y que estalló en llamas al golpear el suelo. Podían ver personas en varios asientos que salieron despedidos del avión en el impacto, pero ninguno mostró signos de vida.
Aproximadamente 260 rescatistas se desplazaron al lugar, que fue bloqueado por las autoridades. El campo de escombros y cuerpos tenía unos 400 metros (1.300 pies) de largo. El miércoles, el personal de los servicios de emergencia de Ucrania concluyó su búsqueda de cadáveres y confirmó que las 170 personas a bordo habían fallecido. Debido a la gran cantidad de fuerzas implicadas en el choque y los incendios posteriores al accidente, los rescatistas creyeron que sería muy difícil identificar a la mayoría de las víctimas en el sitio. El avión se desplomó en un área pantanosa y se desintegró con el impacto. La búsqueda de las cajas negras , que fue interrumpida por la noche, concluyó a la mañana siguiente, cuando ambos registradores fueron encontrados y posteriormente transportados a Moscú para su análisis.
El Comité Interestatal de Aviación (IAC o MAK), después de la decodificación inicial de los datos del registrador de vuelo , emitió recomendaciones de seguridad de vuelo para evitar entrar en tormentas eléctricas, seguir todas las limitaciones de altura máxima basadas en la carga de la aeronave y la temperatura del aire exterior y mejorar la capacitación de los pilotos cuando trabaja. en estas situaciones.
El informe final de MAK concluyó:

La causa del accidente fue que la aeronave volaba en modo de vuelo manual con ángulos de ataque excesivos, lo que provocó una pérdida con una transición posterior a un giro plano y colisión con el suelo a alta velocidad vertical. El manual de vuelo y los programas de entrenamiento de la tripulación no proporcionaron instrucciones sobre el control manual del cabeceo y el ajuste del cabeceo durante los vuelos a gran altitud. La falta de simuladores apropiados contribuyó a la falta de habilidad de la tripulación. Mientras evitaba áreas de tormentas eléctricas y turbulencias, la tripulación permitió que la aeronave entrara en oscilaciones de cabeceo que superaban el rango operativo del ángulo de ataque. La falta de control sobre la velocidad y no seguir el Manual de vuelo para prevenir y recuperarse de una pérdida y una gestión deficiente de los recursos de la tripulación permitieron que la situación se convirtiera en catastrófica.

## Víctimas

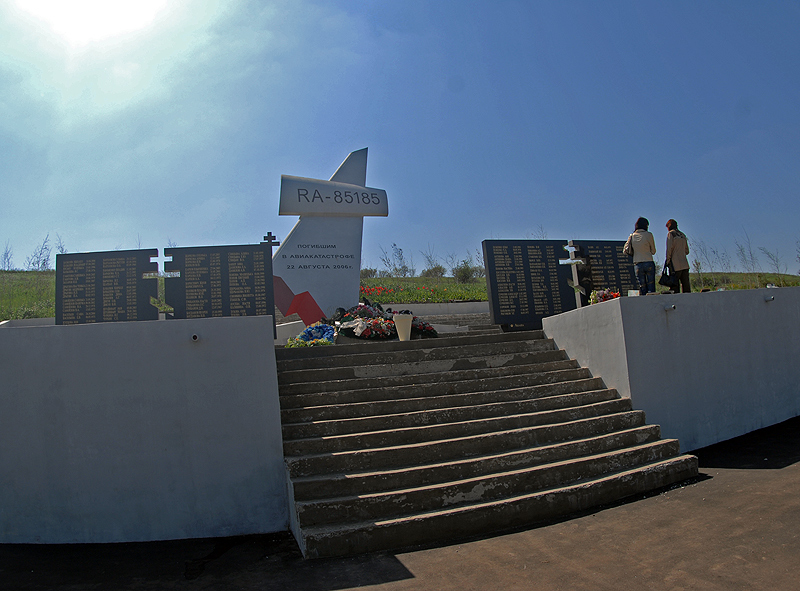
Monumento a las víctimas del accidente.

Había 160 pasajeros y 10 miembros de la tripulación a bordo del avión. Entre los pasajeros, 115 eran adultos y 45 niños menores de 12 años. Entre los adultos, ocho tenían más de 60 años (incluida una mujer de 92 años que voló con su nieto, su esposa y dos bisnietos). Informes anteriores de los medios y de la aerolínea indicaron que en el vuelo iban 159 pasajeros, 39 niños menores de 12 años y seis bebés menores de dos años. Algunas otras fuentes informaron que el avión transportaba a 171 personas. Las autoridades no pudieron explicar esta aparente discrepancia con las cifras y pidieron al público que esperara a que se completara el análisis de los expertos.
El Ministerio de Situaciones de Emergencia de Rusia publicó una lista de pasajeros que viajaban en el vuelo 612. De 159 personas, 20 viajaban a Norilsk a través de San Petersburgo y tres a Murmansk. La mayoría de los pasajeros eran familias que regresaban de vacaciones con niños.
Cinco pasajeros tenían ciudadanía múltiple además de rusa (uno de los Países Bajos , dos de Alemania , uno de Francia y uno de Finlandia).
Ucrania celebró un día nacional de luto por las personas que murieron en el accidente el miércoles 23 de agosto y cambió la celebración de su 15º Día de la Independencia del 24 al 26 de agosto. Rusia celebró un día nacional de luto el jueves 24 de agosto. 2006.